# Dara (Burkina Faso)
Pour les articles homonymes, voir Dara.
Dara est une localité située dans le département de Nouna de la province du Kossi dans la région de la Boucle du Mouhoun au Burkina Faso.

## Géographie
Dara est situé à 12 km au sud du chef-lieu de la commune, Nouna. Le village se trouve au confluent des rivières Vouhoun et de la Kossi, tous deux affluents du Mouhoun, dans une zone au relief plat entrainant de fréquentes inondations[réf. nécessaire]. Les sols sont alluvionnaires et dans quelques rares endroits gravillonnaires. Le climat est de type tropical nord soudanien et la végétation est celle d'une forêt-galerie[Quoi ?] en raison des cours d'eau.

## Histoire
Dara est un village à l'origine bwa[réf. nécessaire]. Avant les populations actuelles, plusieurs sites situés à l'Est de la localité témoignent d'une première vague de peuplement. Les traditions orales les désignent comme des villages de forgerons dont la présence de scories et ferrières semblent confirmer l'hypothèse[réf. nécessaire]. Le village actuel aurait été fondé par Déré Dehoun[réf. nécessaire] à la suite duquel de nombreux autres lignages se sont installés. Dara a ensuite accueilli d'importantes communautés de Markas, de Mossis et de Peulhs. Il s'est aussi ouvert à de nouvelles religions : catholique, musulmane et protestante.

## Économie
L'activité principale de Dara reste l'agriculture portant sur les cultures vivrières comme le mil, le sorgho, les cultures de rente comme le coton, le sésame et le riz. Une importante activité maraîchère commence à se développer et permet d'alimenter la ville de Nouna en produits de contre-saison[Quoi ?]. L'hivernage donne lieu a une importante activité de pêche. L'artisanat, rural, porte essentiellement sur la production de la bière de mil locale (le dolo), la fabrication de parpaings, le travail de la forge (poterie, fabrication des outils agricoles, sculpture) et le travail des tisserands. Le village dispose d'un grand marché desservi par une voie carrossable en toute saison.

## Santé et éducation
Dara accueille un centre de santé et de promotion sociale (CSPS) tandis que le centre médical avec antenne chirurgicale (CMA) se trouve à Nouna.
Le village possède deux écoles primaires publiques et un collège d'enseignement général (CEG).